# Sisyrinchium nigricans
Sisyrinchium nigricans är en irisväxtart som beskrevs av Claude Gay. Sisyrinchium nigricans ingår i släktet gräsliljor, och familjen irisväxter. Inga underarter finns listade i Catalogue of Life.